# Cédric Hountondji
Cédric Hountondji (Tolosa, 19 gennaio 1994) è un calciatore francese naturalizzato beninese, difensore del Bandırmaspor e della nazionale beninese.

## Biografia
È nato in Francia da genitori beninesi.

## Caratteristiche tecniche
Dotato di un fisico possente (è alto 194 centimetri), Cédric Hountondji riesce ad essere comunque veloce

## Carriera

### Club

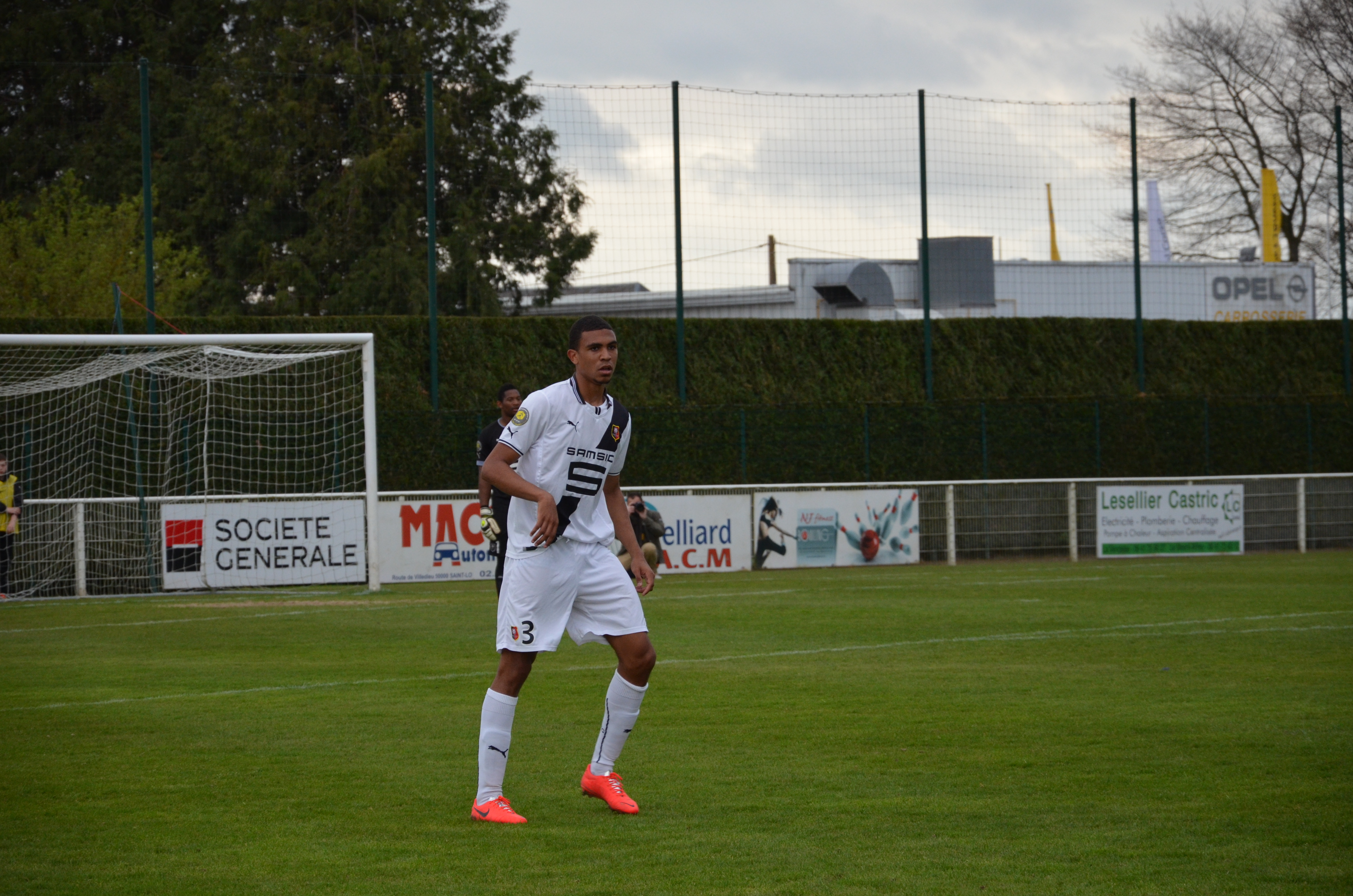
Hountondji nell'aprile del 2014

Ha iniziato la sua carriera con la formazione riserve del Rennes, nei campionati dilettanti francesi. Nella stagione 2013-2014 ha giocato in Ligue 1 con il Rennes: esordì il 17 agosto 2013 nella trasferta contro il Nizza valida per la seconda giornata di campionato; a fine stagione ha collezionato in tutto 18 presenze in campionato.
Da quel momento in Francia ha giocato in Ligue 2: prima in prestito allo Châteauroux nel 2014-2015 e poi, sempre in prestito, all'Auxerre la stagione seguente. Nell'estate del 2016 passa in via definitiva al Gazélec Ajaccio, giocando per un'altra stagione e mezza in seconda serie.
Nel gennaio del 2018 ha la possibilità di tentare l'avventura negli Stati Uniti d'America, firmando un contratto con il New York City: l'esperienza si rivela però pessima, con Hountondji che in tredici mesi disputa solo una gara di MLS 2018, quella contro il S.J. Earthquakes: si trattò di una semplice sostituzione tattica al posto di Ismael Tajouri-Shradi, avvenuta nei minuti di recupero nell'aprile del 2018. L'unica altra presenza negli USA fu due mesi più tardi nel derby contro i N.Y. Red Bulls in Open Cup finito con un rovinoso 4-0: in quella occasione Hountondji partì titolare, ma fu sostituito da Sebastien Ibeagha dopo appena sei minuti.
Trasferitosi a marzo 2019 in Bulgaria con il Levski Sofia, giocò immediatamente contro il Vereja, in quella che era l'ultima giornata della stagione regolare, entrando nei minuti finali al posto di Nuno Reis. Successivamente giocò quattro gare del girone per il titolo, nonché il secondo tempo della finale per la qualificazione all'Europa League vinta contro l'Etăr.
Nell'estate del 2019, dopo meno di quattro mesi in Bulgaria, trovò l'accordo con il Clermont Foot, tornando a giocare nella seconda serie francese. Ebbe immediatamente continuità di presenze, con la squadra in lotta per la promozione prima che il campionato, prima che lo stesso fosse interrotto per la Pandemia di COVID-19 in Francia. Nella stagione successiva riuscì a conquistare la Ligue 1, arrivando secondo col suo club alle spalle del Troyes. L'8 agosto 2021, oltre sette anni dopo l'ultima apparizione, tornò a disputare una gara di Ligue 1: giocò, infatti, titolare nella vittoriosa trasferta di Bordeaux valida per la prima giornata di campionato.

### Nazionale
Essendo cittadino francese, ha potuto giocare nelle selezioni giovanili transalpine, accumulando presenze in quasi ogni categoria, arrivando a militare nell'Under-21: il suo unico incontro con tale selezione fu l'amichevole con i pari età olandesi disputata il 18 novembre 2013 in cui Hountondji entrò nei minuti finali al posto di Naby Sarr.
In seguito Hountondji ha optato per la nazionalità beninese: il 24 marzo 2017 Hountondji giocò da titolare l'amichevole contro la Mauritania, dando così avvio alla sua carriera in nazionale.

## Statistiche

### Presenze e reti nei club
Statistiche aggiornate al 1º settembre 2024.
| Stagione             | Squadra              | Campionato           | Campionato | Campionato | Coppe nazionali | Coppe nazionali | Coppe nazionali | Coppe continentali | Coppe continentali | Coppe continentali | Altre coppe | Altre coppe | Altre coppe | Totale | Totale | Totale |
| Stagione             | Squadra              | Comp                 | Pres       | Reti       | Comp            | Pres            | Reti            | Comp               | Pres               | Reti               | Comp        | Pres        | Reti        | Pres   | Reti   |        |
| -------------------- | -------------------- | -------------------- | ---------- | ---------- | --------------- | --------------- | --------------- | ------------------ | ------------------ | ------------------ | ----------- | ----------- | ----------- | ------ | ------ | ------ |
| 2013-2014            | Rennes 2             | CFA2                 | 3          | 0          | -               | -               | -               | -                  | -                  | -                  | -           | -           | -           | 3      | 0      |        |
| 2013-2014            | Rennes               | L1                   | 18         | 1          | CF+CdL          | 1+1             | 0+1             | -                  | -                  | -                  | -           | -           | -           | 20     | 2      |        |
| 2014-2015            | Châteauroux          | L2                   | 30         | 0          | CF+CdL          | 3+0             | 0+0             | -                  | -                  | -                  | -           | -           | -           | 33     | 0      |        |
| 2015-2016            | Auxerre              | L2                   | 32         | 0          | CF+CdL          | 0+1             | 0+0             | -                  | -                  | -                  | -           | -           | -           | 33     | 0      |        |
| 2016-2017            | Ajaccio              | L2                   | 33         | 2          | CF+CdL          | 1+1             | 0+0             | -                  | -                  | -                  | -           | -           | -           | 35     | 2      |        |
| 2017-2018            | Ajaccio              | L2                   | 2          | 0          | CF+CdL          | 0+0             | 0+0             | -                  | -                  | -                  | -           | -           | -           | 2      | 0      |        |
| Totale Ajaccio       | Totale Ajaccio       | Totale Ajaccio       | 35         | 2          |                 | 2               | 0               |                    | -                  | -                  |             | -           | -           | 37     | 2      |        |
| 2018                 | New York City        | MLS                  | 1          | 0          | USC             | 1               | 0               | -                  | -                  | -                  | -           | -           | -           | 2      | 0      |        |
| 2018-2019            | Levski Sofia         | PL                   | 6          | 0          | -               | -               | -               | -                  | -                  | -                  | -           | -           | -           | 6      | 0      |        |
| 2019-2020            | Clermont Foot        | L2                   | 21         | 0          | CF+CdL          | 0+1             | 0+0             | -                  | -                  | -                  | -           | -           | -           | 22     | 0      |        |
| 2020-2021            | Clermont Foot        | L2                   | 37         | 1          | CF              | 0               | 0               | -                  | -                  | -                  | -           | -           | -           | 37     | 1      |        |
| 2021-2022            | Clermont Foot        | L1                   | 23         | 1          | CF              | 0               | 0               | -                  | -                  | -                  | -           | -           | -           | 23     | 1      |        |
| Totale Clermont Foot | Totale Clermont Foot | Totale Clermont Foot | 81         | 2          |                 | 1               | 0               |                    | -                  | -                  |             | -           | -           | 82     | 2      |        |
| 2022-2023            | Angers               | L1                   | 36         | 0          | CF              | 2               | 0               | -                  | -                  | -                  | -           | -           | -           | 38     | 0      |        |
| 2023-2024            | Angers               | L2                   | 32         | 0          | CF              | 1               | 0               | -                  | -                  | -                  | -           | -           | -           | 33     | 0      |        |
| 2024-2025            | Angers               | L1                   | 3          | 0          | CF              | 1               | 0               | -                  | -                  | -                  | -           | -           | -           | 4      | 0      |        |
| Totale Angers        | Totale Angers        | Totale Angers        | 71         | 0          |                 | 1               | 0               |                    | -                  | -                  |             | -           | -           | 75     | 0      |        |
| Totale carriera      | Totale carriera      | Totale carriera      | 277        | 5          |                 | 14              | 1               |                    | -                  | -                  |             | -           | -           | 291    | 6      |        |

### Cronologia presenze e reti in nazionale

#### Benin
| Cronologia completa delle presenze e delle reti in nazionale ― Benin | Cronologia completa delle presenze e delle reti in nazionale ― Benin | Cronologia completa delle presenze e delle reti in nazionale ― Benin | Cronologia completa delle presenze e delle reti in nazionale ― Benin | Cronologia completa delle presenze e delle reti in nazionale ― Benin | Cronologia completa delle presenze e delle reti in nazionale ― Benin | Cronologia completa delle presenze e delle reti in nazionale ― Benin | Cronologia completa delle presenze e delle reti in nazionale ― Benin |
| Data                                                                 | Città                                                                | In casa                                                              | Risultato                                                            | Ospiti                                                               | Competizione                                                         | Reti                                                                 | Note                                                                 |
| -------------------------------------------------------------------- | -------------------------------------------------------------------- | -------------------------------------------------------------------- | -------------------------------------------------------------------- | -------------------------------------------------------------------- | -------------------------------------------------------------------- | -------------------------------------------------------------------- | -------------------------------------------------------------------- |
| 24-3-2017                                                            | Nouakchott                                                           | Mauritania                                                           | 1 – 0                                                                | Benin                                                                | Amichevole                                                           | -                                                                    |                                                                      |
| 11-6-2017                                                            | Cotonou                                                              | Benin                                                                | 1 – 0                                                                | Gambia                                                               | Qual. Coppa d'Africa 2019                                            | -                                                                    |                                                                      |
| 3-9-2017                                                             | Malabo                                                               | Guinea Equatoriale                                                   | 1 – 2                                                                | Benin                                                                | Amichevole                                                           | -                                                                    |                                                                      |
| 10-10-2017                                                           | Salon-de-Provence                                                    | Gabon                                                                | 0 – 1                                                                | Benin                                                                | Amichevole                                                           | -                                                                    |                                                                      |
| 8-11-2017                                                            | Brazzaville                                                          | Rep. del Congo                                                       | 1 – 1                                                                | Benin                                                                | Amichevole                                                           | -                                                                    |                                                                      |
| 12-11-2017                                                           | Cotonou                                                              | Benin                                                                | 1 – 1                                                                | Tanzania                                                             | Amichevole                                                           | -                                                                    |                                                                      |
| 6-9-2019                                                             | Brazzaville                                                          | Rep. del Congo                                                       | 1 – 1                                                                | Benin                                                                | Amichevole                                                           | -                                                                    |                                                                      |
| 9-9-2019                                                             | Algeri                                                               | Algeria                                                              | 1 – 0                                                                | Benin                                                                | Amichevole                                                           | -                                                                    |                                                                      |
| 13-11-2019                                                           | Uyo                                                                  | Nigeria                                                              | 2 – 1                                                                | Benin                                                                | Qual. Coppa d'Africa 2021                                            | -                                                                    |                                                                      |
| 17-11-2019                                                           | Cotonou                                                              | Benin                                                                | 1 – 0                                                                | Sierra Leone                                                         | Qual. Coppa d'Africa 2021                                            | -                                                                    |                                                                      |
| 11-10-2020                                                           | Lisbona                                                              | Gabon                                                                | 0 – 2                                                                | Benin                                                                | Amichevole                                                           | -                                                                    |                                                                      |
| 14-11-2020                                                           | Porto-Novo                                                           | Benin                                                                | 1 – 0                                                                | Lesotho                                                              | Qual. Coppa d'Africa 2021                                            | -                                                                    |                                                                      |
| 17-11-2020                                                           | Maseru                                                               | Lesotho                                                              | 0 – 0                                                                | Benin                                                                | Qual. Coppa d'Africa 2021                                            | -                                                                    |                                                                      |
| 27-3-2021                                                            | Porto-Novo                                                           | Benin                                                                | 0 – 1                                                                | Nigeria                                                              | Qual. Coppa d'Africa 2021                                            | -                                                                    |                                                                      |
| 2-9-2021                                                             | Antananarivo                                                         | Madagascar                                                           | 0 – 1                                                                | Benin                                                                | Qual. Mondiali 2022                                                  | -                                                                    |                                                                      |
| 6-9-2021                                                             | Cotonou                                                              | Benin                                                                | 1 – 1                                                                | RD del Congo                                                         | Qual. Mondiali 2022                                                  | -                                                                    |                                                                      |
| 7-10-2021                                                            | Dar es Salaam                                                        | Tanzania                                                             | 0 – 1                                                                | Benin                                                                | Qual. Mondiali 2022                                                  | -                                                                    |                                                                      |
| 10-10-2021                                                           | Cotonou                                                              | Benin                                                                | 0 – 1                                                                | Tanzania                                                             | Qual. Mondiali 2022                                                  | -                                                                    |                                                                      |
| 22-3-2023                                                            | Cotonou                                                              | Benin                                                                | 1 – 1                                                                | Ruanda                                                               | Qual. Coppa d'Africa 2023                                            | -                                                                    | 59’                                                                  |
| 29-3-2023                                                            | Kigali                                                               | Ruanda                                                               | 1 – 1                                                                | Benin                                                                | Qual. Coppa d'Africa 2023                                            | -                                                                    |                                                                      |
| 9-9-2023                                                             | Maputo                                                               | Mozambico                                                            | 3 – 2                                                                | Benin                                                                | Qual. Coppa d'Africa 2023                                            | -                                                                    |                                                                      |
| 14-10-2023                                                           | Khouribga                                                            | Sierra Leone                                                         | 1 – 1                                                                | Benin                                                                | Amichevole                                                           | 1                                                                    |                                                                      |
| 17-10-2023                                                           | Casablanca                                                           | Benin                                                                | 1 – 2                                                                | Madagascar                                                           | Amichevole                                                           | 1                                                                    |                                                                      |
| 18-11-2023                                                           | Durban                                                               | Sudafrica                                                            | 2 – 1                                                                | Benin                                                                | Qual. Mondiali 2026                                                  | -                                                                    | 90’                                                                  |
| 21-11-2023                                                           | Durban                                                               | Lesotho                                                              | 0 – 0                                                                | Benin                                                                | Qual. Mondiali 2026                                                  | -                                                                    |                                                                      |
| 23-3-2024                                                            | Amiens                                                               | Costa d'Avorio                                                       | 2 – 2                                                                | Benin                                                                | Amichevole                                                           | -                                                                    |                                                                      |
| 26-3-2024                                                            | Amiens                                                               | Senegal                                                              | 1 – 0                                                                | Benin                                                                | Amichevole                                                           | -                                                                    |                                                                      |
| 6-6-2024                                                             | Abidjan                                                              | Benin                                                                | 1 – 0                                                                | Ruanda                                                               | Qual. Mondiali 2026                                                  | -                                                                    |                                                                      |
| 10-6-2024                                                            | Abidjan                                                              | Benin                                                                | 2 – 1                                                                | Nigeria                                                              | Qual. Mondiali 2026                                                  | -                                                                    |                                                                      |
| 7-9-2024                                                             | Uyo                                                                  | Nigeria                                                              | 3 – 0                                                                | Benin                                                                | Qual. Coppa d'Africa 2025                                            | -                                                                    |                                                                      |
| 10-9-2024                                                            | Abidjan                                                              | Benin                                                                | 2 – 1                                                                | Libia                                                                | Qual. Coppa d'Africa 2025                                            | -                                                                    |                                                                      |
| 11-10-2024                                                           | Abidjan                                                              | Benin                                                                | 3 – 0                                                                | Ruanda                                                               | Qual. Coppa d'Africa 2025                                            | -                                                                    | 90+3’                                                                |
| Totale                                                               |                                                                      | Presenze                                                             | 32                                                                   |                                                                      | Reti                                                                 | 2                                                                    |                                                                      |

#### Francia Under-21
| Cronologia completa delle presenze e delle reti in nazionale ― Francia under 21 | Cronologia completa delle presenze e delle reti in nazionale ― Francia under 21 | Cronologia completa delle presenze e delle reti in nazionale ― Francia under 21 | Cronologia completa delle presenze e delle reti in nazionale ― Francia under 21 | Cronologia completa delle presenze e delle reti in nazionale ― Francia under 21 | Cronologia completa delle presenze e delle reti in nazionale ― Francia under 21 | Cronologia completa delle presenze e delle reti in nazionale ― Francia under 21 | Cronologia completa delle presenze e delle reti in nazionale ― Francia under 21 |
| Data                                                                            | Città                                                                           | In casa                                                                         | Risultato                                                                       | Ospiti                                                                          | Competizione                                                                    | Reti                                                                            | Note                                                                            |
| ------------------------------------------------------------------------------- | ------------------------------------------------------------------------------- | ------------------------------------------------------------------------------- | ------------------------------------------------------------------------------- | ------------------------------------------------------------------------------- | ------------------------------------------------------------------------------- | ------------------------------------------------------------------------------- | ------------------------------------------------------------------------------- |
| 18-11-2013                                                                      | Tolosa                                                                          | Francia under 21                                                                | 1 – 1                                                                           | Paesi Bassi under 21                                                            | Amichevole                                                                      | -                                                                               | 70’                                                                             |
| Totale                                                                          |                                                                                 | Presenze                                                                        | 1                                                                               |                                                                                 | Reti                                                                            | 0                                                                               |                                                                                 |